# Via Binário do Porto
A Via Binário do Porto é uma via que corta os bairros da Gamboa e do Santo Cristo, situados na Zona Central da cidade do Rio de Janeiro. Com cerca de 3,5 km de extensão, é uma via paralela à Avenida Rodrigues Alves que se estende desde a Rodoviária Novo Rio até o Túnel Rio450.
Foi inaugurada no dia 2 de novembro de 2013 em solenidade que contou com a presença do então prefeito carioca Eduardo Paes. A via foi construída no âmbito do Porto Maravilha, uma operação urbana que visa revitalizar a Zona Portuária do Rio de Janeiro. Sua função é escoar o tráfego local. A via recebeu o nome Binário do Porto por ser constituída de dois sentidos, Centro e Viaduto do Gasômetro, e por estar situada nas proximidades do Porto do Rio de Janeiro.

## História

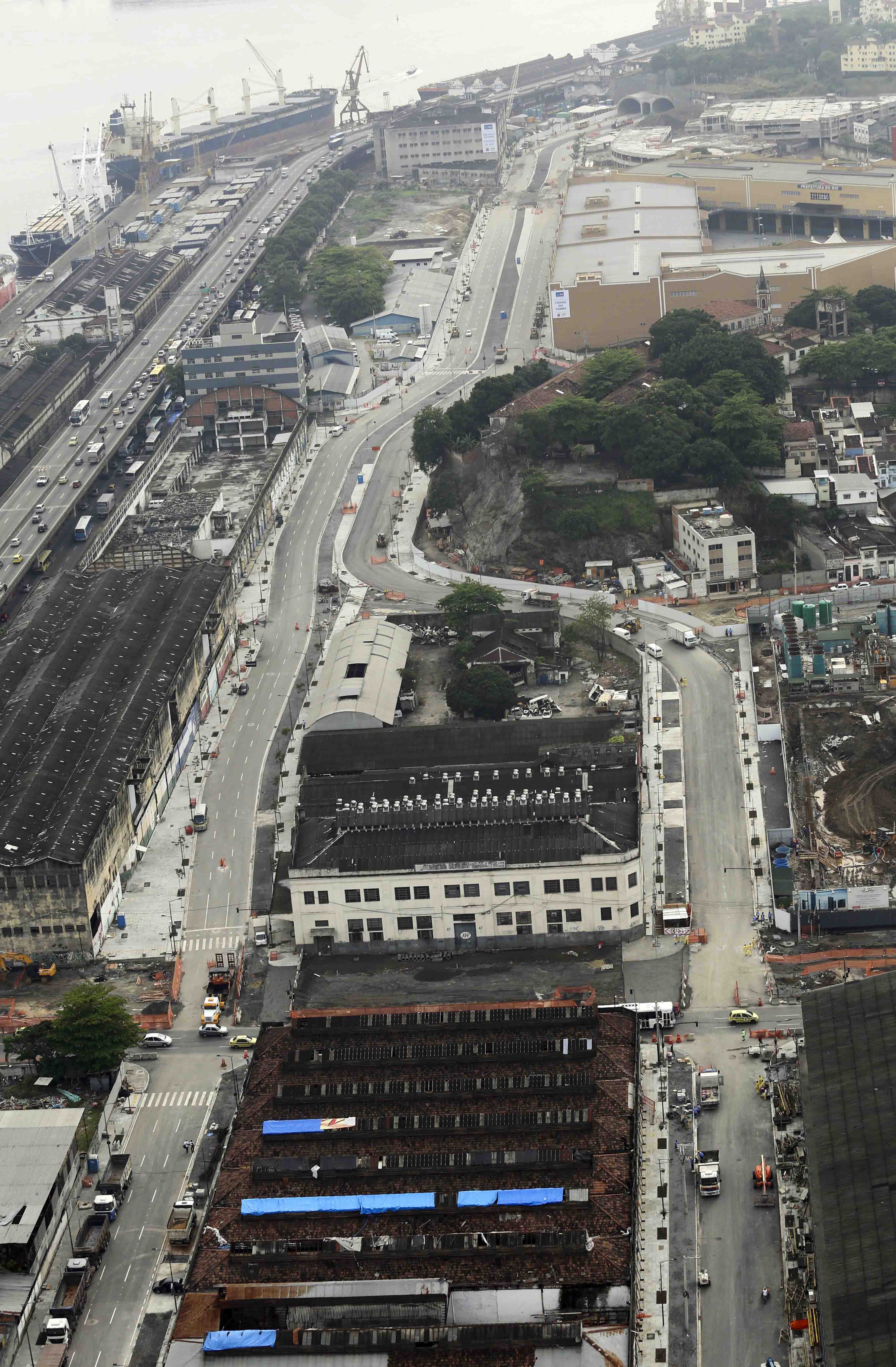
Foto aérea da Via Binário do Porto em obras, no bairro do Santo Cristo, em 2013.

Pouco tempo após assumir o cargo de prefeito do Rio de Janeiro, Eduardo Paes planejara, em 2010, demolir parte do Elevado da Perimetral, substituindo-o por um mergulhão, como parte das obras do Porto Maravilha. Todavia, no dia 24 de novembro de 2011, o prefeito anunciou que o elevado seria demolido em sua totalidade e não apenas um trecho. Nesse contexto, a Via Binário do Porto assumiria o papel de via de distribuição do tráfego ao longo da Zona Portuária do Rio de Janeiro, função até então da Avenida Rodrigues Alves.
As obras de implementação da via foram iniciadas em 21 de setembro de 2011, com o início da construção do Túnel da Saúde, prosseguindo com a revitalização de ruas já existentes e que integrariam a nova via.
Antes de ser definitivamente aberta, a Via Binário do Porto foi testada durante do mês de outubro de 2013 em três oportunidades: o primeiro teste, ocorrido no dia 20, contou com a participação do prefeito Eduardo Paes; já no segundo teste, ocorrido no dia 24, foram feitos ajustes devido a problemas de sinalização e de falta de informação; por fim, no terceiro teste, ocorrido no dia 27, não houve lentidão no trânsito.
A via foi inaugurada junto com o Túnel Arquiteta Nina Rabha em 2 de novembro de 2013, mesma data que marcou o fechamento definitivo do trecho do Elevado da Perimetral sobre a Avenida Rodrigues Alves. No dia 1º de março de 2015, aniversário de 450 anos da cidade do Rio de Janeiro, foi aberto o Túnel Rio450, que faz a ligação direta entre a Rua Primeiro de Março e a Via Binário do Porto.

## Características
A via estende-se por cerca de 3,5 km, entre a Avenida Francisco Bicalho e a Rua Silvino Montenegro. É caracterizada como uma avenida, dada sua relevância para o trânsito local e visto que permite uma grande circulação de veículos. A Via Binário do Porto tem por função escoar o tráfego proveniente da Avenida Brasil e da Ponte Rio–Niterói até o Centro e vice-versa, sendo fundamental para a distribuição interna do trânsito na Zona Portuária do Rio de Janeiro.
A via possui três faixas no sentido Centro e outras três no sentido Viaduto do Gasômetro destinadas ao tráfego de veículos. Em alguns trechos da via, encontram-se trilhos por onde circulam as composições do VLT Carioca. O Túnel Arquiteta Nina Rabha integra a via, subpondo o Morro da Saúde.

## Pontos de interesse
Os seguintes pontos de interesse situam-se na Via Binário do Porto:
- Terminal Rodoviário do Rio de Janeiro
- Hospital do Câncer II (HC II) do Instituto Nacional de Câncer (INCA)
- Sede Equador do Instituto Brasileiro de Geografia e Estatística (IBGE)
- AC Hotel Rio de Janeiro Porto Maravilha
- Barracão da Acadêmicos do Sossego
- Barracão da Unidos do Porto da Pedra
- Barracão da Alegria da Zona Sul
- Barracão da Unidos do Viradouro
- Barracão da Inocentes de Belford Roxo
- Hospital da Gamboa
- Cidade do Samba Joãozinho Trinta
- Pátio Marítima
- Departamento de Meio Circulante do Banco Centro (MECIR)
- AquaRio
- Praça Muhammad Ali
- Fábrica de Espetáculos do Theatro Municipal
- Complexo de prédios onde funcionou o Moinho Fluminense